# فوربز، نیو ساوت ولز
فوربز (به انگلیسی: Forbes) یک شهرک در استرالیا است که در نیو ساوت ولز  واقع شده‌است.